# Revolver (кинокомпания, Канада)
Revolver Film Company — канадская кинокомпания, основанная в 1983 году. Головной офис располагается в Торонто. Специализация компании — музыкальные фильмы, музыкальное видео и клипы, музыкальные онлайн-трансляции в Интернете, реклама и др.

## История
Основана в 1983 году режиссёром Доном Алланом в Ванкувере. Revolver представляет собой объединение профессиональных режиссёров, кинооператоров, звукооператоров, дизайнеров и т. д. В 1999 году в Лос-Анджелесе был открыт американский филиал компании — The Revolver Film Co. За годы существования компания расширила спектр деятельности, и её продуктами на данный момент являются:
- музыкальные видеоклипы;
- реклама;
- танцевальные фильмы;
- короткометражные фильмы;
- документалистика;
- записи концертных программ;
- web-трансляции.

В разные годы с Revolver работали:
- Puma;
- Adidas;
- MTV;
- AT&T;
- Леонард Коэн;
- Бьорк;
- Селин Дион;
- Кристина Агилера;
- Аврил Лавин;
- Рианна;
- Келли Кларксон;
- Metallica и др.

## Режиссёры
Среди режиссёров, работавших или работающих в Revolver, Дон Аллан, Лиза Манн, Ноубл Джонс, Хавьер Агилера, Сэмми Раваль, Уэнди Морган, Дрю Лайтфут, Sturdust, Скотт Уайнтроб и другие.

### Дон Аллан[9][10]
| Дата | Название                                  | Исполнитель/заказчик        |
| ---- | ----------------------------------------- | --------------------------- |
| ?    | Hustlin'                                  | Джорди Бёрч                 |
| ?    | Heaven only knows                         | K-Os                        |
| ?    | I am a hotel                              | Леонард Коэн                |
| 2001 | Lullaby                                   | The Tea Party               |
| 2004 | Stargazer                                 | The Tea Party               |
| 2005 | Yearning                                  | The Trews                   |
| 2005 | I belong to you (Il ritmo della passione) | Эрос Рамаззотти & Анастейша |

### Хавьер Агилера[11][12]
| Дата | Название         | Исполнитель/заказчик |
| ---- | ---------------- | -------------------- |
| ?    | ?                | 54-40                |
| ?    | Esta despierto   | Timbiriche           |
| ?    | Hairdown         | Made                 |
| ?    | Fire Fly         | Delerium             |
| 1996 | Black cloud rain | Кори Харт            |
| 1996 | Sleepy Maggie    | Эшли МакАйзек        |
| 1997 | Brenda Stubbert  | Эшли МакАйзек        |
| 1998 | Gasoline         | Moist                |

### Сэмми Раваль[13][14]
| Дата | Название               | Исполнитель/заказчик        |
| ---- | ---------------------- | --------------------------- |
| ?    | Tryin' to Live         | Justis feat. Rufus          |
| ?    | Make It Bleed          | Dearly Beloved              |
| ?    | Crash Years            | The New Pornographers       |
| ?    | Digital Graffiti¹      | -                           |
| ?    | Making a Scene         | Fritz Helder & the Phantoms |
| ?    | Veni Vidi Vinco¹       | -                           |
| ?    | Stumble (Addy Version) | Bonjay                      |

¹Документальный фильм о моде

### Sturdust[15][16]
| Дата | Название             | Исполнитель/заказчик |
| ---- | -------------------- | -------------------- |
| 2005 | Decent days & nights | The Futureheads      |
| ?    | Bloom                | MTV                  |
| ?    | Base                 | MTV                  |
| ?    | Classic              | MTV                  |
| ?    | Rose                 | Adidas               |
| ?    | Beat City            | AT&T                 |
| ?    | Step Into Blue       | Bombay Sapphire      |
| ?    | Math                 | Puma                 |